# Select Records
Select Records é uma gravadora americana. Entre seus mais populares artistas estavam The Real Roxanne, Chubb Rock, AMG, The Jerky Boys, Kid 'n Play, UTFO, Whistle e Gary Private. De 1990 até 1995, teve um acordo de distribuição com a Elektra Records e ainda é distribuída pela Alternative Distribution Alliance da Warner Music Group. Tem uma gravadora parente de dance music chamada Active Records.

## Discografia selecionada
- 1982: Gary Private: Reach Out
- 1985: UTFO: UTFO
- 1986: UTFO: Skeezer Pleezer
- 1986: Whistle: Whistle
- 1987: Whistle: Transformation
- 1988: Whistle: Always and Forever
- 1988: Kid 'n Play: 2 Hype
- 1988: The Real Roxanne: The Real Roxanne
- 1988: Chubb Rock: Chubb Rock featuring Howie Tee
- 1988: Damien: Every Dog Has Its Day
- 1989: Chubb Rock: And the Winner Is...
- 1989: Steve X Get Ill: Hey Buddy Buddy
- 1989: Damien: Stop This War
- 1990: Whistle: Get The Love
- 1990: Kid 'n Play: Kid 'n Play's Funhouse
- 1990: Style: In Tone We Trust
- 1991: Chubb Rock: The One
- 1991: Kid 'n Play: Face the Nation
- 1991: Godfather Don: Hazardous
- 1991: The A.T.E.E.M.: A Hero Ain't Nothin' But a Sandwich
- 1992: AMG: Bitch Betta Have My Money
- 1992: Chubb Rock: I Gotta Get Mine Yo
- 1992: Red Hot Lover Tone: Red Hot Lover Tone
- 1992: Brothers Uv Da Blakmarket: Ruff Life
- 1994: M.O.P.: To the Death
- 1994: Red Hot Lover Tone: #1 Player
- 1995: AMG: Ballin Outta Control
- 1995: Hulk Hogan And The Wrestling Boot Band: Hulk Rules
- 1995: King Just: Mystics of the God
- 1997: Chubb Rock: The Mind
- 2002: Jerky Boys: The Best of the Jerky Boys
- 2007: edibleRed: Welcome to My Bad Behavior

## Ligações Externas
- Discografia da Select Records no Discogs.com
- Site oficial